# USS Macon (ZRS-5)
O USS Macon (ZRS-5) foi um dirigível norte-americano operado pela Marinha dos Estados Unidos, encarregue de servir como nave-mãe, levando consigo até cinco caças parasitas Curtiss F9C Sparrowhawk. Cumprindo serviço durante apenas dois anos, em 1935 o Macon foi danificado numa tempestade e afundou-se no oceano, ao largo da costa da Califórnia, apesar de a maior parte da tripulação se ter salvo.
Meia dúzia de metros mais pequeno que o Hindenburg, tanto o Macon como o seu semelhante USS Akron (ZRS-4) encontravam-se entre os maiores objectos voadores do mundo, em termo de comprimento e volume. Embora o Hindenburg fosse o maior, ele era cheio de hidrogénio, enquanto que os dois dirigíveis americanos eram cheios de hélio.